# お願いデーモン!
『お願いデーモン!』（おねがいデーモン!）は、1993年11月27日から12月25日まで、フジテレビ系列「ボクたちのドラマシリーズ」枠で全5話が放送された日本のテレビドラマ。

## あらすじ
悪魔の後継者である出門一郎は悪魔界を存続させるため、悪魔の掟により人間界の女性と結婚しなければならなくなった。一郎は乗り気でなかったが、人間界へ降り立った際にアクシデントで出会った岸森早苗に惹かれた直後、大事な「悪魔の紋章」を壊してしまう。紋章のかけらを探すため、一郎は魔法で早苗から自身とのアクシデントの記憶を消し去る。その後、一郎は人間の姿になって高校教師として人間界に潜伏するが、その直後に早苗が臨時教員として一郎が勤務する高校に赴任する。

## キャスト
- 岸森早苗：戸田菜穂　
  - 一郎が担任を務めるクラスの副担任が産休に入ったため、臨時教員として採用される。
- 出門一郎：森脇健児　
  - 実は悪魔界の「悪魔」。「人間界の女性と結婚しなければならない」という悪魔界の掟により、現在は人間の姿になって高校教師として人間界に潜伏している。早苗に好意を抱くが、結婚は彼女を悪魔界の悪魔にするということでもあり、「早苗」と「悪魔界の存続」のどちらを取るかを巡り激しく葛藤する。
- 出門明日美：大路恵美　
  - 一郎の妹。
- 高橋修平：香取慎吾
- 前川雪美：立河宜子
- 小岩井武彦：山本顔之介
- 甲盛夫：志垣太郎
- 木内あきら
- 神崎恵
- 梶原聡
- 荒木定虎
- 宝生舞
- カーリー西條
- 渡嘉敷勝男
- 小野みゆき

## 主題歌
- 「自転車に乗って、」モダンチョキチョキズ

## スタッフ
- 脚本 - 山崎淳也
- 音楽 - 長谷部徹
- 演出 - 中江功、小林淳郎
- 演出補 - 緒方幸夫、澤田鎌作
- デーモンダンス振り付け - ラッキィ池田
- CG - 竹内真由美、泉谷修
- 合成編集 - ウエストレイクスタジオ
- 技術協力 - バスク、渋谷ビデオスタジオ
- 車輌 - 高橋レーシング
- ボディスタント - ジャパンアクションクラブ
- アクションコーディネーター - 山岡淳二（ジャパンアクションクラブ）※ノンクレジット[1]
- プロデュース - 杉尾敦弘、森谷雄
- 製作著作 - フジテレビ

## サブタイトル
1. 私達、アクマで悪魔です!
2. 水泳大会！女子高生・水着で全員集合!!
3. 桃色パーティーナイトは大騒ぎ!!
4. 同棲・同居どちらがエッチ?
5. 雪降る聖夜、別れの口づけを